# Karlstein (Hochschwabgruppe)
Der Karlstein ist ein 2016 m ü. A. hoher Berg in der Hochschwabgruppe im österreichischen Bundesland Steiermark.

## Lage und Umgebung
Der Karlstein liegt im Nordwesten des zentralen Plateaus der Hochschwabgruppe, dessen Gipfel im Osten schnell über ihn hinauswachsen – nur ein flacher Sattel am sogenannten Kleinen Speikboden trennt den Karlstein vom rund 200 m höheren Hochwart. Nach Norden hin fällt das Gelände hingegen stark zum Antengraben (einem Seitental der Salza) ab, über zwei Steilstufen namens Weißenbachwand und Weißenbachmauer ergibt sich insgesamt ein Unterschied von rund 1300 Höhenmetern. Der Gipfel des Karlsteins ist eine flache, grasbewachsene Kuppe, von der zwei Rücken abwärts führen. Einer erstreckt sich nach Nordwesten, auf ihm befindet sich eine Karlkögerl genannte markante Erhebung. Dieser endet in einem mächtigen Felsmassiv, das mitunter als Goldstein bezeichnet wird, in den amtlichen Karten (GIS-Steiermark, Österreichische Karte) jedoch unbenannt ist. Der zweite, kleinere Rücken fällt vom Gipfel nach Südwesten ab, er trägt den Namen Weichselriegel. Östlich dieses Riegels zieht sich eine verkarstete Senke nach Süden.
Westlich unterhalb des Karlsteins liegt in einem mit Latschenfeldern durchsetzten Becken auf rund 1600 m die nicht mehr bewirtschaftete Hochalm.
Der Karlstein ist nicht über markierte Wanderwege erschlossen. Die kürzeste weglose Strecke zweigt im Bereich zwischen Zinken und Hochwart vom Wanderweg über das Hochschwabplateau (= Nordalpenweg) ab.

## Geologie und Geomorphologie
Die Hochschwabgruppe gehört zu den Nördlichen Kalkalpen, innerhalb von deren Ostteil (in der s.g. Mürzalpendecke, Teil des Juvavikums) die sogenannte „Pfaffingalm-Hochschwab-Schuppe“ das zentrale und tektonisch tiefste Bauelement darstellt. Sie umfasst das Kaiserschild-Massiv im Westen und setzt sich danach über das Gebiet nördlich und südlich des Leopoldsteiner See und über das ausgedehnte Karstplateau um die Sonnschienalm sowie über den Vorderen und Hinteren Polsters in den Hauptkamm der Hochschwab-Gruppe fort. Das dominante Gestein sind verschiedene Fazies des Wettersteinkalks, der stark verkarstet und somit zu den typischen Geländeformen der Hochschwabgruppe beiträgt. Riff-Fazies des Wettersteinkalks bildet auch den Gipfel des Karlsteins, nördlich und östlich des Gipfels tritt Wettersteindolomit zutage. In der oben genannten karstigen Senke südlich des Gipfels ist Gestein der Sonnschien-Formation sowie kleinräumig der Werfener Schichten aufgeschlossen.

Galerie
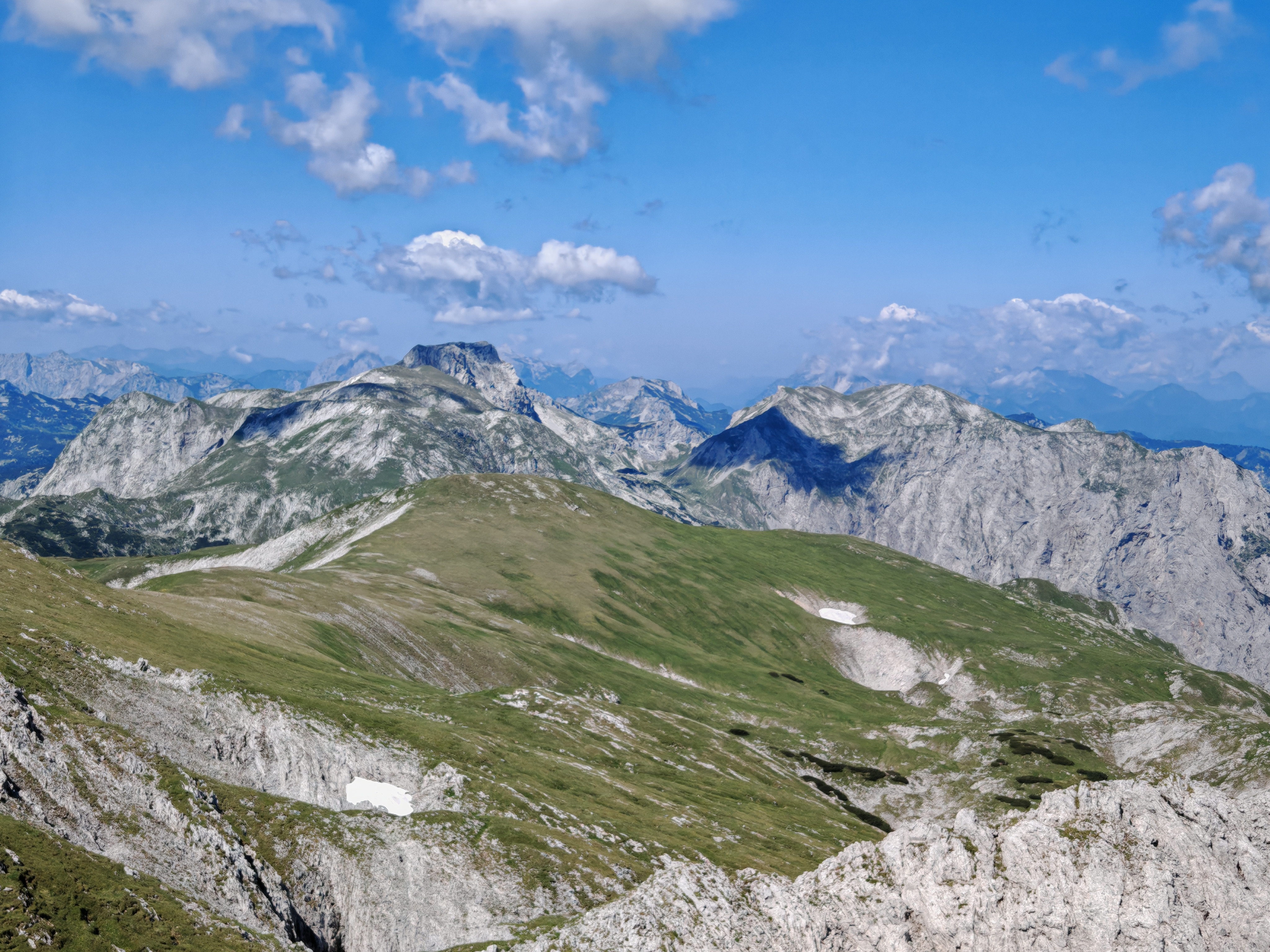
Blick von der Nordwestflanke des Hochwarts nach Westen, der Karlstein mittig vor li. Polster und Ebenstein, re. Griesstein.
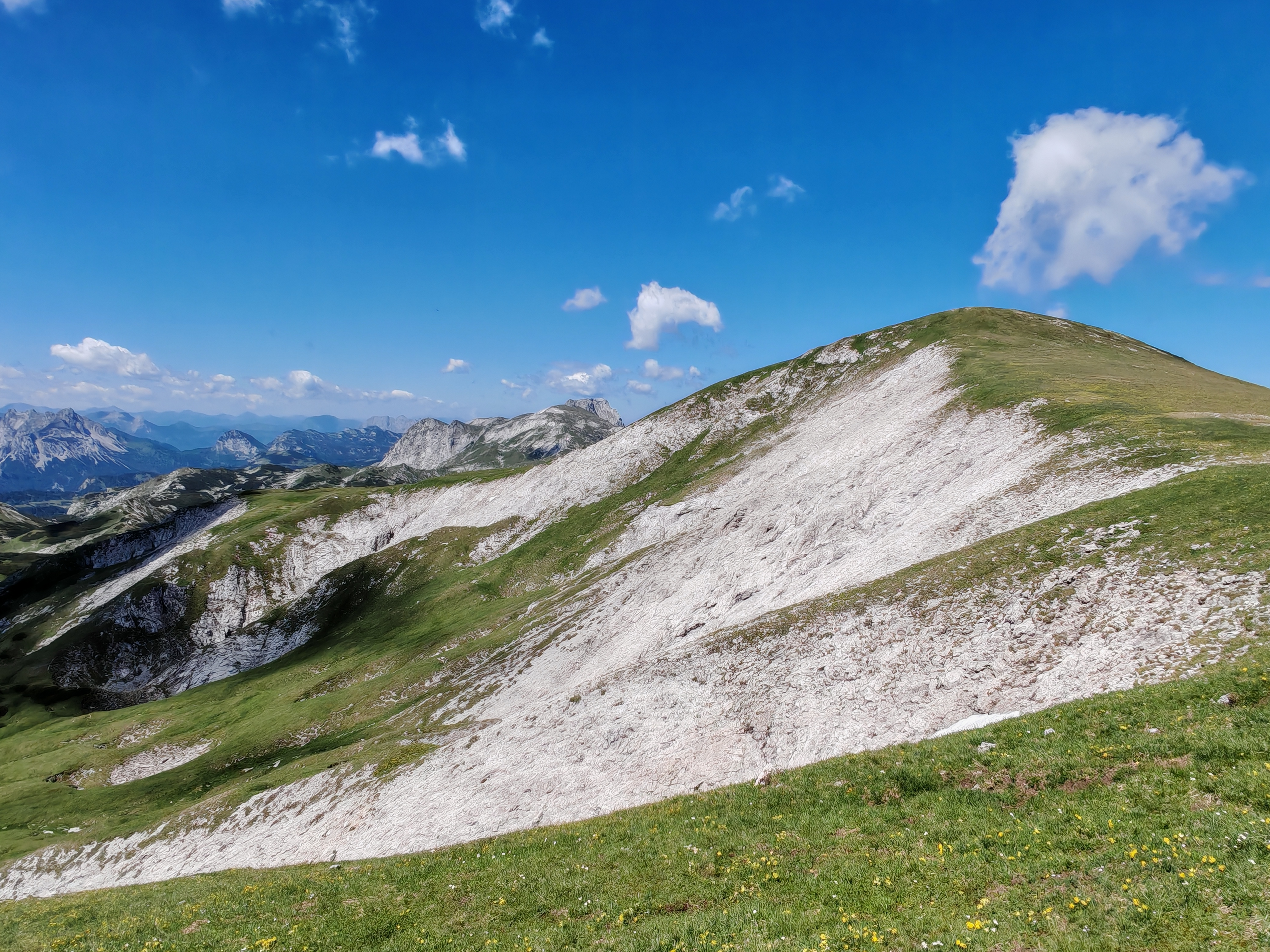
Blick vom kleinen Speikboden auf die karstige Südflanke des Karlsteins.
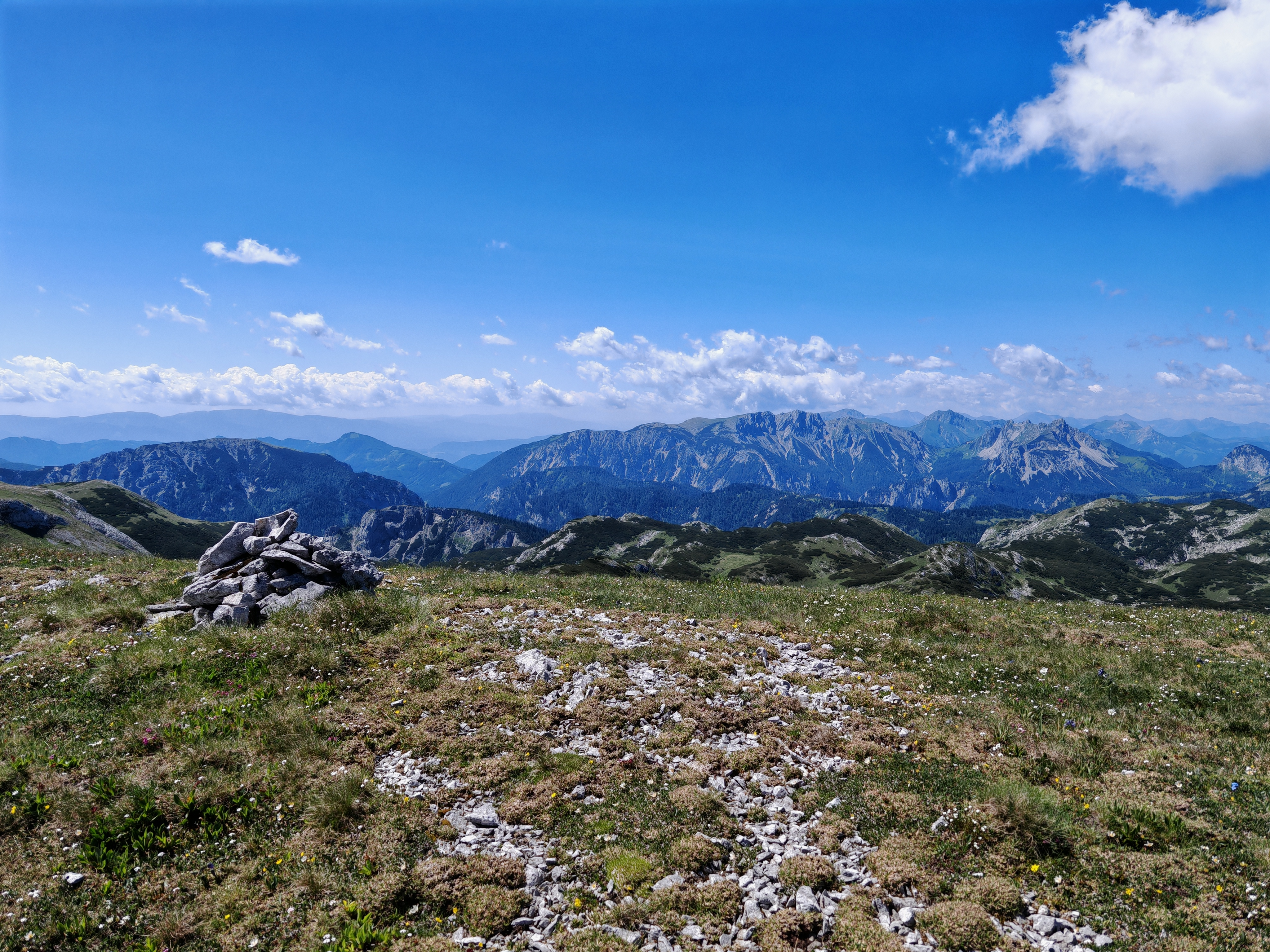
Am Karlstein-Gipfel, Blick nach Süden.
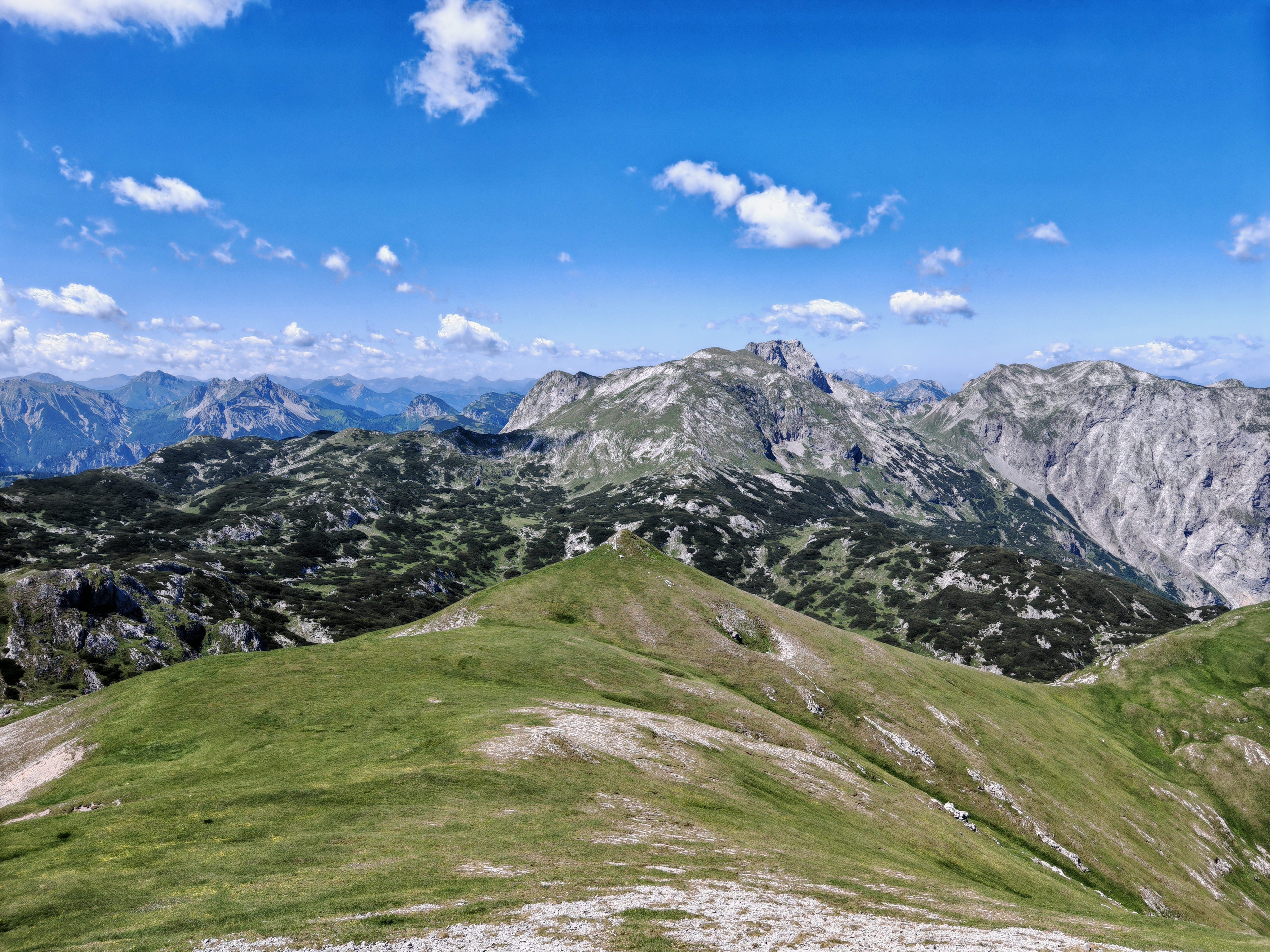
Blick vom Karlstein nach Westen, in der Bildmitte das spitze Karlkögerl, jenseits der Hochalm-Senke der Polster.
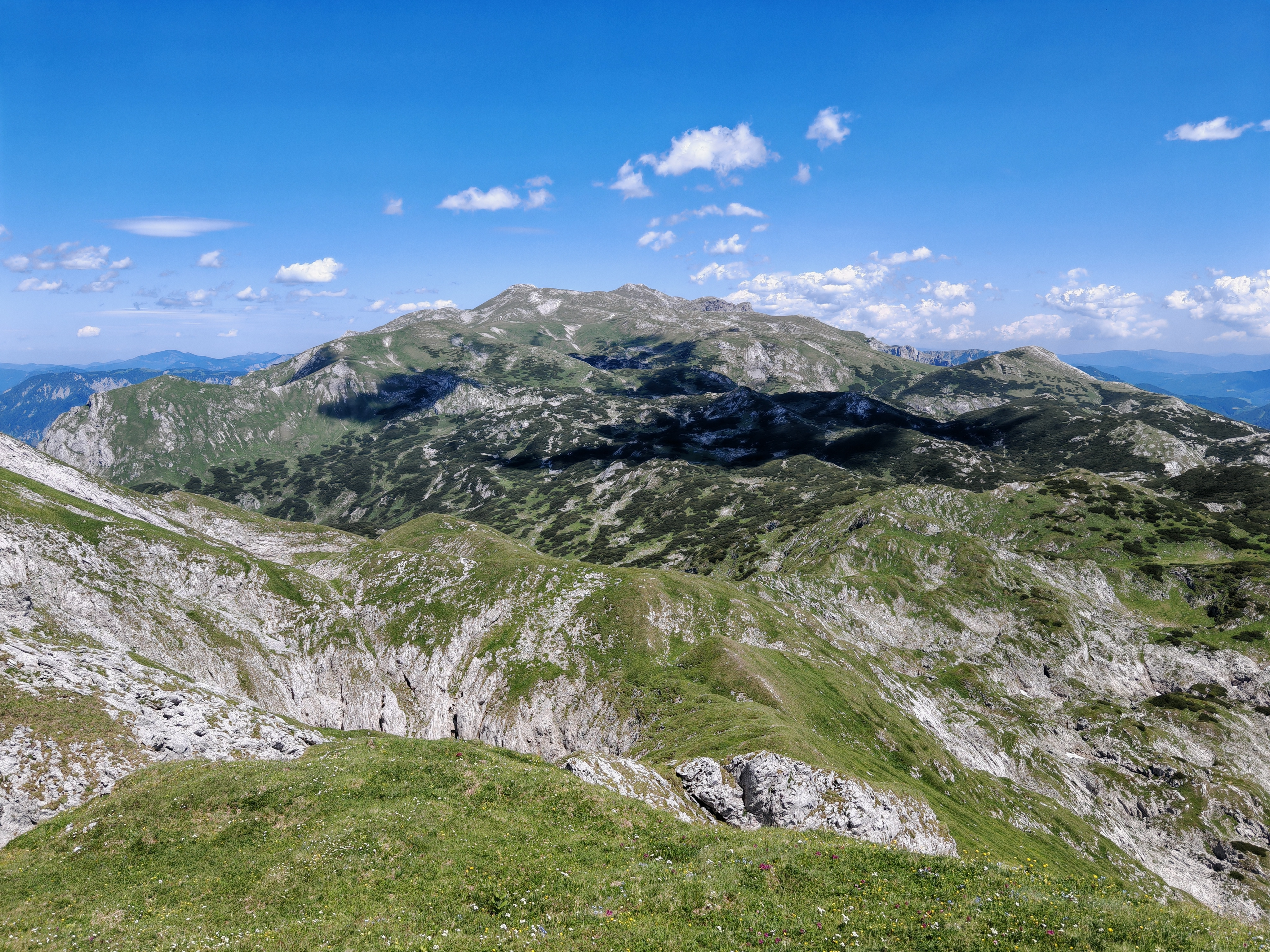
Blick vom Polster nach Osten auf das zentrale Hochschwabplateau. Der Gipfel des Karlstein liegt oberhalb der höchsten Latschenfelder im linken Bilddrittel.